# Thale
Thale település Németországban, azon belül Szász-Anhalt tartományban. Lakosainak száma 16 721 fő (2023. december 31.). Thale Blankenburg, Harsleben, Oberharz am Brocken, Quedlinburg, Halberstadt és Harzgerode községekkel határos.

## Népesség
A település népességének változása:
| Lakosok száma | 17 639 | 17 600 | 17 442 | 16 994 | 16 868 | 16 721 |
|               | 2015   | 2017   | 2019   | 2021   | 2022   | 2023   |